# Терсакан
Терсака́н (каз. Терісаққан) — село у складі Жаксинського району Акмолинської області Казахстану. Адміністративний центр Терсаканської сільської адміністрації.
Населення — 304 особи (2021; 468 у 2009, 1275 у 1999, 1774 у 1989).
Національний склад станом на 1989 рік:
- казахи — 100 %.

Станом на 1989 рік село називалось Казгородок.